# 扎布里斯基角 (电影)
《扎布里斯基角》（英語：Zabriskie Point）是一部1970年的美国剧情片，由米开朗基罗·安东尼奥尼执导，该片因为当时美国反文化运动的背景而受到广泛关注。电影中的一些场景是在死亡谷的扎布里斯基角拍摄的。这部电影是安东尼奥尼与制片人卡洛·蓬蒂（Carlo Ponti）签约执导并由米高梅发行的三部英语电影中的第二部。另外两部分别是《春光乍現》（1966年）和《过客》（1975年）。
这部电影在商业上一败涂地，一上映就恶评如潮。 然而，自上映到现在，这部电影的影评地位有所上升。它在某种程度上已经成为一部邪典电影，并因其摄影、配乐和导演而闻名。

## 剧情简介
1970年，大学校园的一个房间里，学生们正为即将到来的罢学活动争论不休。 马克（马克·弗雷谢特饰）说他已经做好了迎接死亡的准备，但不会为了无聊而死，然后离开了房间，这引起了激进派学生的猛烈批评。在警察对抗议学生进行大规模逮捕之后，马克去了警察局，想保释他的室友出狱，警员让他等着，但是他闯入禁区进一步询问，于是他遭到了逮捕。在警员询问他的名字时，他自称卡尔·马克思，警员也在表格上打上了“卡尔·马克思”这几个字。从监狱释放后，马克和另一个朋友前往洛杉矶一家枪支商店购买枪支，他们说自己需要枪支来“自卫”和“保护自己的女人”。
洛杉矶市中心的一栋写字楼里，成功的房地产经理李·艾伦（罗德·泰勒饰）正在回顾新开发的沙漠度假胜地“阳光沙丘”的电视广告，广告商业气味浓厚，满是衣着随意、满脸笑容的塑料模特。下一个场景，李和他的助手（G·D·斯普拉德林饰）一边在拥挤的街道上开车，一边谈论着洛杉矶的飞速发展。
马克回到校园，一帮警察正和学生对峙。在警察投放了催泪瓦斯后，学生们纷纷缴械投降，然而一名学生却被他们射杀。 正当马克伸手去拿靴子里的枪的时候，一名警察遭到枪击。马克迅速逃离了校园，乘坐城市公交车来到霍桑，在市政机场偷了一架小型的塞斯纳210飞机，飞往了沙漠。
与此同时，达莉娅（达莉娅·哈尔普林饰）正开着一辆50年代的别克，穿越沙漠驶向凤凰城。恰好马克发现了她，马克在飞机上看着她，飞机在车顶上嗡嗡作响，他向她扔了一件红色T恤示意。两人见面交谈过后，达莉娅答应开车带马克去找汽油，于是他们结伴同行。途中他们来到了扎布里斯基角，在那里他们无话不谈。两人在沙漠中追逐嬉戏，最终在一片尘土飞扬之中疯狂地亲昵起来，在大麻的作用下，达莉娅看到荒漠里遍布着亲昵的男女，沉醉于欢愉之中。
后来，一位高速公路巡警询问了达莉娅。马克躲在一个专为游客准备的便携厕所后面，瞄准了警察，但达莉娅站在他们中间阻止这一切。达莉亚问马克那个在洛杉矶枪杀警察的人是不是他，他说他想这么做，但是有人先开枪打死了那位警官，他“一枪都没打出去”。
回到飞机那儿，他们在飞机上用颜料涂上了政治标语和迷幻图案。达莉娅恳求马克丢掉飞机和她一起旅行，但马克打算把它送回去并承担相关的风险。他飞回洛杉矶，将飞机降落在霍索恩机场，警察（和一些电台和电视台的记者一起）正在等着他，巡逻车在跑道上追赶飞机。马克没有停下来，而是试图让滑行的飞机在草地上转弯，结果被一名警察开枪打死。
达莉娅在收音机里得知了马克的死讯，她驱车前往李奢华的沙漠之家，这座“沙漠贝格霍夫”建在凤凰城附近的一块高高耸立的岩石上。几个富有的女人正在游泳池边晒着日光浴聊天，她在建在房子下方的瀑布里冲淋着自己，为马克感到悲伤。李正在参与一个关于“阳光沙丘”的商业会议，休息过后，他在屋里发现了达莉娅，并高兴地和她打招呼。达莉娅一个人下了楼，找到了留给她的客房，却没有进去，而是静静地走了。离开的时候，她停下车，回头看着房子，想象它在橙色的火焰中爆炸，那些家居用品被炸得支离破碎。

## 主要演员
- 马克·弗雷谢特饰演马克，男主角
- 达莉娅·哈尔普林饰演达莉娅，女主角
- 罗德·泰勒饰演李·艾伦
- 保罗·菲克斯饰演咖啡馆老板
- G·D·斯普拉德林饰演李的助手
- 比尔·加拉威饰演莫蒂
- 凯瑟琳·克里弗饰演凯瑟琳
- 约瑟夫·柴金的开放剧场成员饰演了死亡谷中嬉戏的情人[1][2]

演员注释
- 哈里森·福特饰演了一个未挂名的角色——一名被关押在洛杉矶警察局内的学生示威者。[2]
- 弗雷谢特，一个经常被拘捕的年轻人，在与人争吵时恰好被选角导演发现，选角导演向安东尼奥尼报告称他：“年轻，并且充满着愤怒。”[4]
- 达莉娅·哈尔普林和马克·弗雷谢特坠入爱河并一起搬到梅尔·莱曼的理想社区。后来她嫁给了丹尼斯·霍珀，这段婚姻维持了四年。[4]
- 1973年马克·弗雷谢特与社区的三名成员一起，用没装子弹的枪抢劫银行。他死于监狱，据说是举重事故造成的。[4]

## 制作
1966年，安东尼奥尼的电影《春光乍现》在美国首映并且票房惊人，接着他开始准备下一部电影。他在报纸上看到一篇短文，讲的是一位嬉皮士偷了一架小飞机，在上面画上了鲜花以及象征爱与和平的符号，然后驾驶它飞行的故事。于是他把它当作下一部电影的素材。他聘请剧作家山姆·谢泼德来写剧本。谢泼德、安东尼奥尼、意大利电影制片人佛朗哥·罗塞蒂、与安东尼奥尼频繁合作的编剧托尼·诺格拉以及克莱尔·佩普洛（后来成为貝納多·貝托魯奇的妻子），都参与了电影剧本的制作。
电影中的大多数配角都是由专业演员扮演的，其中包括了羅德·泰勒，以及G·D·斯普拉德林等人。保罗·菲克斯是約翰·韋恩的朋友,同时也是他的表演指导，曾多次出现在韋恩的电影中，他扮演了莫哈韦沙漠中一个咖啡店的老板。凯瑟琳·克里弗是黑豹党的成员，也是埃尔德里奇·克里弗的妻子，她出现在影片开头的学生会议的场景中。
1968年，安东尼奥尼开始在洛杉矶拍摄这部电影，地点主要选在广阔的南部城区。在那里，制作组拍摄了具有艺术装饰风格的里奇菲尔德大厦（于该年11月被拆除）的外景。在圣巴勃罗的康特拉科斯塔社区学院，他们拍摄了各种大学校园场景（不包括学生会议的场景）。然后他们转移到了菲尼克斯附近的凯尔福利拍摄外景，再从那里前往死亡谷。 他们在凯尔福利租了一个豪宅，并建造了一座复制品，用于制作炸毁豪宅的特效,外景拍摄主要在莫哈韦沙漠完成。
早期的电影业宣传报道声称，安东尼奥尼将聚集10,000名额外人员，以拍摄沙漠中的爱情场景，但这样的事并没有发生。完成这一场景的是来自开放剧场并且受过精心编排的演员。美国司法部调查了这是否违反了《曼恩法案》——该法案禁止以性目的带女性跨越州界。但是电影没有拍摄这些人的性场景，而且也没有带她们越过州界线（该场景拍摄于加利福尼亚州的死亡谷）。 萨克拉门托的政府官员也准备指控安东尼奥尼“从事性交易或者淫秽事务的不道德的行为”，如果他上演了一出真正的狂欢。由于安东尼奥尼的政治观点，联邦调查局官员对这部电影进行了调查。奥克兰的官员指控这位导演在影片前面的一些场景中上演了真正的暴乱。

## 配乐
扎布里斯基角的配乐包括来自平克·弗洛伊德、The Youngbloods、Kaleidoscope（美国）、杰里·加西亚、帕蒂·佩奇、感恩至死、滚石乐队和约翰·费伊。羅伊·奧比森编写并演唱了主题曲，名为《So Young》（描绘《扎布里斯基角》中的爱情主题）。

### 未使用的音乐
平克·弗洛伊德的成员理查德·赖特为电影编了一首名为《The Violent Sequence》的曲子，但安东尼奥尼并未使用它，而是重新录制了乐队的《Careful with That Axe, Eugene》，定名为《Come in Number 51, Your Time Is Up》，并把它作为电影暴力的结局场景的配乐。 罗杰·沃特斯在纪录片《平克弗洛伊德音乐传记-月之阴暗面》中说到，尽管他很喜欢《The Violent Sequence》，但安东尼奥尼说它“过于悲伤”而令人想起教堂。最终，这首歌被改编成了一首名为《Us and Them》的新歌，于1973年在他们的专辑《月之暗面》中发行。
1997年《扎布里斯基角》电影原声唱片再次发行，平克·弗洛伊德为这部电影录制的其他未被使用的音乐以及杰里·加西亚的作品，被收录在这张唱片的附赠唱片中。
约翰·费伊飞往罗马为电影录制了一些音乐，但这些音乐未被使用。他对于原因的说法也和他人截然不同。但是电影还是部分使用了他的歌曲《Dance of Death》。
参演这部电影时，马克·弗雷谢特正居住在波士顿堡，梅尔·莱曼的理想社区里，他和莱曼希望电影的配乐里能加入一些莱曼和吉姆·奎斯金、瓶罐乐队一起录制的美国式音乐。当他发现安东尼奥尼根本不重视莱曼的音乐时，他退出了电影的拍摄，但是六天后又回来了。

## 反响
《扎布里斯基角》经历了在北美的长期宣传和争议之后，于1970年2月上映，这从安东尼奥尼开始前期制作以来有将近4年了，离拍摄开始也有已经有一年半的时间。这部电影被大多数影评人和各个政治派别的评论员所抨击。《纽约时报》的评论家文森特·坎比称《扎布里斯基角》是“一种不服水土的高尚艺术冲动”。 罗杰·埃伯特回应坎比说：“那个在电影中把莫妮卡·维蒂塑造得如此孤独无助的导演，却无法在《扎布里斯基角》里让两个演员显现得，哪怕是只有一点的和谐。他们的声音是空洞的，没有像人类那样的共鸣。他们并不像是在彼此欢愉，而更像是在自我陶醉。如果不是因为好莱坞的荒谬巧合，他们甚至都不会见面。"
该片上映后成为了一颗票房炸弹，电影制作经费至少为700万美元，票房却只有90万美元。它也被称作“一个天才导演拍的最烂的电影”，但是它“由于安东尼奥尼双眼的魔力，这部电影绝对是有看头的”。电影上映20多年后，《滾石》的编者戴维·弗里克写道：“《扎布里斯基角》是现代电影史上最不同寻常的灾难之一”。 这是安东尼奥尼在美国拍摄的唯一一部电影，也就是在这个国家，他在1994年被授予了奥斯卡金像奖，“以表彰他作为电影视觉设计大师的地位”。21世纪初，在放映了电影原始的宽银幕印刷品并且随后发行了DVD之后，《扎布里斯基角》终于赢得了一些赞赏性的评论，并且主要是由于它的电影摄影风格以及对音乐原声带的制作，但人们对这部电影的看法仍然喜忧参半。导演斯蒂芬·賽德納維在他为碎南瓜乐队的歌曲《今天》制作视频时引用了电影的片段，一个冰淇淋推销员开着冰淇淋车，驶往了沙漠，并在车上涂上了色彩艳丽的颜料，其中还夹杂着情侣在沙漠中亲吻的画面。

## 参看
- 米开朗基罗·安东尼奥尼
- 扎布里斯基角（专辑）（英语：Zabriskie Point (album)）